# ATM (gen)

Cromosoma 11 humano

ATM o gen ataxia telangiectasia mutado, es un gen localizado en el brazo largo del cromosoma 11 humano, entre las posiciones 22 y 23 (11a22-23), codifica la proteína ATM serina/treonina quinasa que está implicada en la regulación de los procesos de control de la división celular y en la reparación de daños sufridos por la molécula de ADN.
Las mutaciones que afecta a este gen causan la enfermedad denominada Ataxia-Telangiectasia y además predisponen a la aparición de diferentes tipos de cáncer, entre ellos cáncer de estómago, cáncer de vejiga, cáncer de páncreas, cáncer de pulmón y cáncer de ovario.